# Josephine Cochrane
Josephine Cochrane (Shelbyville, 8 de març de 1839 - Chicago, 3 d'agost de 1913) fou una inventora estatunidenca. El pare de Josephine, John Garis, era un enginyer civil reconegut per la seva contribució a la fundació i desenvolupament de Chicago el 1837. Va ser pioner en l'invent de la bomba dessecadora de terrenys pantanosos, una innovació crucial per al creixement de la ciutat. A més, va supervisar la construcció de serradores i batans hidràulics al llarg del riu Ohio. Josephine va tenir l'oportunitat d'acompanyar-lo en aquestes tasques, proporcionant-li una formació precoç en mecànica. D'altra banda, l'avi matern de Josephine era John Fitch (1743-1798). Fitch és famós per ser l'inventor del "Perseverance" el 1787, el primer vaixell de vapor operatiu als Estats Units. Va registrar la seva patent tant als Estats Units com a França el 1791, marcant una fita en la història de la navegació fluvial. Josephine inventà el rentaplats l'any 1886:«Ja que ningú inventa res per rentar els plats, ja ho faré jo».
Estava casada amb un ric comerciant amb vel·leïtats polítiques i, en quedar vídua, s'abocà en el desenvolupament de la seva idea i començà a treballar al cobert del darrere de casa seva. Atès que va veure que necessitava suport tècnic, contactà George Butters, un jove mecànic del poble, i a poc a poc la idea prengué forma. Enllestit el primer model, el mostrà a familiars, amistats i veïnat, que l'animaren a comercialitzar l'invent. Obtingué la patent del rentaplats el 28 de desembre de 1886, fundà l'empresa Garis-Cochrane Dish-Washing Machine i es dedicà apassionadament a la seva promoció, tasca en la qual demostrà tot el seu potencial.
 Presentà el seu rentaplats a la Fira Mundial de Chicago de 1893. Hi obtingué el premi a la millor construcció mecànica, però només aconseguí captar l'interès de propietaris d'hotels i de grans restaurants. Tot i així, la companyia va créixer sota l'impuls de Cochrane, 
i va ser rebatejada com a Cochran's Crescent Washing Machine Company el 1897. Ella va restar activa fins al darrer dia de la seva vida. Morí el 1913 a l'edat de 74 anys.
La Crescent Washing Machine Company de Cochran va passar a formar part de KitchenAid gràcies a l'adquisició per Hobart Manufacturing Company uns quants anys després de la mort de Cochran el 1913. Cochran va ser incorporada pòstumament al National Inventors Hall of Fame el 2006 per la patent 355.139 emesa el 28 de desembre de 1886, per la seva invenció del rentavaixelles.

## Biografia
Va néixer Josephine Garis al comtat d'Ashtabula, Ohio, el 8 de març de 1839, i es va criar a Valparaíso, Indiana. Era filla de John Garis, enginyer civil, i d'Irene Fitch Garis, així com neta d'un innovador.
Després de traslladar-se a la casa de la seva germana a Shelbyville, Illinois, es va casar amb William Cochran (més tard Cochrane) el 13 d'octubre de 1858. William havia tornat l'any anterior d'un intent decebedor a la febre de l'or de Califòrnia, però s'havia convertit en un pròsper comerciant de productes secs i polític del Partit Demòcrata. Josephine i William van tenir 2 fills: Hallie i Katharine.
El 1870, la família es va traslladar a una mansió i Cochrane es va unir a la societat de Chicago. Després d'un sopar, uns quants dels plats de l'herència es van trencar mentre es rentaven, la qual cosa la va portar a buscar una alternativa millor al rentat de mans. També volia alleujar les mestresses de casa cansades del deure de rentar els plats després d'un àpat.

### Rentaplats Cochrane
En aquella època, el treball de rentar plats a mà en restaurants i menjadors era una tasca extremadament esgotadora i desagradable. Les cuines estaven plenes de brutícia, males olors i una atmosfera pesada causada per l'aigua calenta. A més, aquest treball estava mal pagat, tot i que els rentadors podien vendre la capa de greix que es separava a l'aigua als fabricants de sabó. El procediment habitual consistia a remullar els plats en aigua sabonosa calenta, fregar-los amb una tovallola vella de lli i assecar-los amb espelmes. S'havien fet altres intents per produir un rentavaixelles comercialment viable. El 1850 Joel Houghton va dissenyar un banyador de plats de màniga. El 1863, Gilbert Richards i Levi A. Alexander, originaris de Massachusetts, van patentar un netejador de plats i tasses (número de patent 42280). Aquest dispositiu consistia en una roda adaptada per llançar aigua contra la vaixella des de dins del recipient, oferint una alternativa innovadora al procés manual de neteja. Cap d'aquests dispositius va ser especialment eficaç.
La invenció de la rentavaixelles de Josephine Cochrane es va convertir finalment en un èxit. No obstant això, no només va suposar una gran quantitat de temps i esforç, sinó que també es va enfrontar a nombrosos obstacles en el seu viatge per fer-se una innovadora femenina d'èxit. Després de la mort del seu marit el 1883, Cochrane es va quedar amb només 1.535,59 dòlars i una quantitat important de deutes, que va haver de pagar. Això no només la va posar en una posició d'angoixa i dol, sinó que també la va motivar a crear aquesta innovació que l'apassionava i que necessitava amb urgència per mantenir-se econòmicament. La mort del seu marit també va posar a Cochrane en una posició difícil com a dona. Va haver de donar vida al seu invent, obtenir-ne una patent, trobar clients i vendre'ls el seu producte sola, sense representació ni ajuda de les figures masculines de la seva vida. Aleshores, era difícil per a qualsevol dona, independentment del seu origen o posició. Els anys següents, va treballar molt per portar la seva innovació al mercat, amb pocs diners, coneixements tècnics i ajuda per desenvolupar la mecànica del seu rentavaixella a pressió.
Després de presentar la seva primera sol·licitud de patent el 31 de desembre de 1885, va començar a desenvolupar un prototip del seu producte, donant a conèixer la seva visió. Cochrane va dissenyar el primer model del seu rentavaixelles al cobert darrere de la seva casa a Shelbyville, Illinois. George Butters era un mecànic que la va ajudar en la construcció del rentavaixelles. També va ser empleat de la primera fàbrica de rentavaixelles. Per construir la màquina, primer va mesurar els plats i va construir compartiments de filferro, cadascun dissenyat especialment per adaptar-se a plats, tasses o plats. Els compartiments es van col·locar dins d'una roda que es trobava plana dins d'una caldera de coure. Un motor va fer girar la roda mentre aigua calenta i sabó sortia del fons de la caldera i plovia sobre els plats. El seu rentavaixelles va ser el primer a utilitzar aigua a pressió en lloc de fregadores per netejar els plats dins de la màquina. Va rebre una patent el 28 de desembre de 1886.
El primer client que va adquirir un dels rentaplats de Cochrane va ser l'hotel Palmer House de Chicago el 1887. Després d'aquest èxit inicial, altres establiments, tant a la ciutat com en diverses localitats de l'estat, van seguir-ne l'exemple. A un cost que oscil·lava entre els 150 i els 800 dòlars cadascun, aquestes màquines eren capaces de rentar i assecar la vaixella utilitzada per un centenar de comensals en tan sols vint minuts (o la de 400 en una hora). Un altre repte que es va enfrontar va ser vendre el seu producte a llars individuals, concretament mestresses de casa. Els primers rentavaixelles eren massa cars per a una llar mitjana, que la majoria de les dones no gastarien en un article per a la seva cuina, encara que signifiqués alleujar l'esforç que havien de fer per rentar els plats. A més, la majoria de les cases d'aquella època no estaven equipades per fer front als requisits de la màquina en l'ús d'aigua calenta. No obstant això, anys més tard, les cases van començar a afegir calderes prou grans per complir aquests requisits, i finalment Cochrane va permetre vendre a mestresses de casa, que inicialment era el seu objectiu final.
Malgrat obtenir cert èxit en l'àmbit industrial i demostrar una notable eficàcia en termes d'higiene, els rentaplats de Cochrane van trobar diverses barreres per a la seva adopció generalitzada. El rebuig principal provenia dels treballadors de cuina, que veien aquests aparells com una amenaça per als seus llocs de treball. A més, no van arribar a ser habituals en els llars, ja que el seu elevat preu i mida excessiva, juntament amb la necessitat de tenir instal·lacions d'aigua calenta adequades, i els prejudicis de gènere de l'època, van limitar la seva acceptació.
La World's Columbian Exposition de 1893 va resultar ser un element fonamental en el negoci de Cochrane, ja que altres empreses que depenien molt dels inversors van ser eliminades el mateix any en el pànic de 1893. L'exposició va resultar un lloc fantàstic per presentar la seva innovació, i va funcionar bé, ja que molts restaurants i hotels van fer comandes (amb col·legis i hospitals es van retardar a causa dels requisits de sanejament). El 1898, va obrir la seva pròpia fàbrica amb George Butters com a gerent perquè pogués ampliar les seves vendes cap al nord i el sud, arribant des de Mèxic fins a Alaska.
Els seus principals clients van continuar sent hotels i restaurants. El primer rentaplats elèctric no va fer la seva aparició fins al 1913, quan va ser desenvolupat per la companyia Watson Brothers Dishwasher Company, amb seu a Syracusa (Nova York). Abans d'això, la mateixa companyia havia introduït al mercat una màquina rentavaixelles que funcionava amb benzina cap a l'any 1909. El 1924, el militar britànic William Howard Livens (1889-1964) va registrar una patent al Regne Unit (número 219103) per a un petit rentaplats dissenyat específicament per a ús domèstic. Aquesta patent presentava característiques que anticipaven elements que es troben en les màquines modernes, com ara una porta frontal de càrrega, un ruixador giratori i funcionalitats d'assecatge (aquestes últimes afegides posteriorment, cap al 1940). No va ser fins a la dècada del 1950 que els rentavaixelles es van fer populars per a ús domèstic.

### La mort i el reconeixement
Cochrane va morir d'un ictus o esgotament a Chicago, Illinois, el 3 d'agost de 1913, als 74 anys, i va ser enterrada al cementiri de Glenwood a Shelbyville, Illinois. El 2006, va ser incorporada al National Inventors Hall of Fame.
El 1926, la seva empresa va ser venuda a KitchenAid, que ara forma part de Whirlpool Corporation.